# Judge Dread
Alexander Minto Hughes, bolj znan pod psevdonimom Judge Dread, angleški reggae in ska glasbenik, * 2. maj 1945, Kent, Anglija, † 13. marec 1998, Canterbury.
Znan je predvsem po prostaških besedilih svojih pesmi, zaradi katerih so bile mnoge njegove skladbe prepovedane. Bil je tudi prvi belopolti reggae glasbenik, katerega singl se je uvrstil na vrh jamajške glasbene lestvice.

## Življenje in glasbena kariera
Jamajško glasbo je spoznal, ko je kot najstnik prebival pri karibski družini v Brixtonu. Spoznal je nekaj vplivnih jamajških glasbenikov, kot sta Derrick Morgan in Prince Buster, ko je delal kot varnostnik v londonskih nočnih klubih ter kasneje kot osebni stražar. Po kratkem obdobju kot rokoborec (nastopal je pod imenom »The Masked Executioner«) in izterjevalec za založbo Trojan Records se je zaposlil kot didžej na lokalni radijski postaji in vodil tudi svoj »Sound System«.
Leta 1969 je Prince Buster posnel »Big 5«, ki je postal velik hit in vzpodbudil Hughesa da je posnel svojo verzijo z naslovom »Big Six« in melodijo skladbe »Little Boy Blue« izvajalcev Verne & Son. Ta je pritegnila pozornost Leeja Gopthala, direktorja Trojan Records in singl »Big Six« je izšel pri Trojanovi podružnici Big Shot. Psevdonim Judge Dread, pod katerim je izdal singl, izhaja iz naslova druge skladbe Princa Bustra. »Big Six« je dosegel enajsto mesto britanske lestvice singlov leta 1972 in ostal na njej šest mesecev, prodanih pa je bilo več kot 300.000 izvodov navkljub temu, da skladbe zaradi prostaškega besedila niso vrteli na radiu. Skladbi je sledilo še več hitov, med njimi »Big Seven« (v sodelovanju z Rupiejem Edwardsom) in »Big Eight«, ki sta bila prav tako prostaški različici otroških izštevank na reggae melodijo, ter »Y Viva Suspenders« in »Up With The Cock«.
»Big Six« je bil prvi reggae singl belopoltega glasbenika, ki je prišel na vrh jamajške glasbene lestvice. To je prineslo Dreadu priložnost nastopati v živo na Jamajki, kjer so bili mnogi presenečeni, da je bel. Na domači sceni je imel Dread v 1970. letih 11 uspešnic na lestvici singlov, kar je največ od vseh reggae glasbenikov, vključno z Bobom Marleyjem. Po drugi strani ima Judge Dread v Guinnessovi knjigi rekordov rekord za glasbenika z največ prepovedanimi skladbami - 11. Večina besedil teh skladb ni odkrito prostaških, temveč samo namigujejo na spolnost ali kletvice z besednimi igrami. Zaradi previdnosti radijskih postaj je Dread včasih izdajal pod psevdonimoma JD Alex in Jason Sinclair, a je BBC skladbe kljub temu prepovedal.
Judge Dread je kot tekstopisec pritegnil celo pozornost Elvisa Presleyja, ki je nameraval leta 1977 v sodelovanju z njim posneti skladbo »A Child's Prayer« kot božično darilo hčerki Lisi Marie, a je pred dokončanjem projekta umrl. Kasneje je Dread organiziral dobrodelni koncert za pomoč žrtvam lakote v Etiopiji, kjer so nastopili  The Wailers in Desmond Dekker ter posnel singl »Molly«. Kljub temu, da v besedilu ni bilo prostaških ali zbadljivih verzov, je BBC tudi tega prepovedal, zaradi česar se ni uvrstil na lestvice.
Judge Dread je umrl 13. marca 1998 zaradi srčne kapi na odru med nastopom v The Penny Theatre, Canterbury. Po njem so poimenovali ulico Alex Hughes Close v Snodlandu, majhnem mestu v Kentu, kjer je nekaj časa živel in ki ga je omenjal v več svojih skladbah.

## Diskografija

### Singli
- »Big Six« (1972) - UK Singles Chart # 11
- »Big Seven« (1972) - # 8
- »Big Eight« (1973) - # 14
- »Je T'aime... Moi Non Plus« (1975) - # 9
- »Big Ten« (1975) - # 14
- »Christmas In Dreadland« / »Come Outside« (1975) - # 14
- »The Winkle Man« (1976) - # 35
- »Y Viva Suspenders« (1976) - # 27
- »5th Anniversary« (EP - 1977) - # 31 §
- »Up With The Cock« (1978) - # 49
- »Hokey Cokey« / »Jingle Bells« (1978) - # 59

Na EP-ju so bile skladbe »Jamaica Jerk (Off)« / »Bring Back The Skins« / »End Of The World« / »Big Everything«.

### Albumi
- Dreadmania: It's All In The Mind (1972, Trojan)
- Working Class 'Ero (1974, Trojan)
- Bedtime Stories (1975, Creole) - UK Albums Chart # 26
- Last of The Skinheads (1976, Cactus)
- 40 Big Ones (1977, Creole) - # 51
- Reggae and Ska (1980, Cargo Records, Germany)
- Rub a Dub (1981, Creole)
- Not Guilty (1984, Creole)
- Live and Lewd (1988, Skank)
- King Of Rudeness (1989, Skank)
- Never Mind Up With The Cock, Here's Judge Dread (1994, Tring)
- Ska'd For Life (1996, Magnum)
- Dread White and Blue (1996, Magnum)